# Julian Koch
Julian Koch (Schwerte, Renania del Norte-Westfalia, 11 de noviembre de 1990) es un futbolista alemán que juega en el Ferencvárosi TC.

## Carrera

### Carrera en Equipos
Koch nació en Schwerte y en 1991 se asentó con su familia en Dortmund, donde Koch se inició como juvenil en el VfL Hörde. En el verano de 2001 dejó el VfL Hörde y firmó un contrato como juvenil para el Borussia Dortmund.
En julio de 2008, luego de siete años en el equupo juvenil de Borussia Dortmund, fue promovido al equipo de reserva y jugó su primer partido de la Regionalliga contra el 1. FSV Maguncia 05 II. El 6 de marzo de 2010 debutó en la Bundesliga para el Borussia Dortmund en el triunfo por 3 a 0 sobre el Borussia Mönchengladbach.

### Carrera internacional
Koch jugó por primera vez para la Selección Sub-17 de Alemania en 2007 y en el 2008 jugó un partido para la selecicón sub-18 de su país. El 13 de noviembre de 2009 debutó con la selecicón sub-20 alemana, en un partido amistoso contra la selecicón sub-20 de Austria.

## Vida personal
En el año 2009 se graduó del Goethe-Gymnasium Dortmund.

## Trayectoria
| Club                   | País     | Año         |
| ---------------------- | -------- | ----------- |
| Borussia Dortmund      | Alemania | 2008 - 2013 |
| MSV Duisburgo (cedido) | Alemania | 2010 - 201  |
| MSV Duisburgo (cedido) | Alemania | 2012 - 2013 |
| 1. FSV Maguncia 05     | Alemania | 2013 - 2015 |
| FC St. Pauli (cedido)  | Alemania | 2015        |
| Fortuna Düsseldorf     | Alemania | 2015 - 2017 |
| Ferencvárosi TC        | Hungría  | 2017 -      |

## Palmarés

### Campeonatos nacionales
| Título                 | Club              | País     | Año  |
| ---------------------- | ----------------- | -------- | ---- |
| Bundesliga de Alemania | Borussia Dortmund | Alemania | 2012 |
| DFB-Pokal              | Borussia Dortmund | Alemania | 2012 |
| Magyar Kupa            | Ferencvárosi TC   | Hungría  | 2017 |
| Nemzeti Bajnokság I    | Ferencvárosi TC   | Hungría  | 2019 |